# Liu Bei
Liu Bei (chinesisch 劉備 / 刘备, Pinyin Liú Bèi, IPA (hochchinesisch) [li̯oʊ̯35 b̥ɛɪ̯51], Jyutping Lau4 Bei6, * 161 im Bezirk Zhuo, heutiges Gebiet von Hebei und Peking; † 10. Juni 223 in Baidicheng) war Gründer des Staates Shu Han (221–261) in Südchina während der Epoche der „Drei Reiche“. Er war der Waffenbruder der Tigergeneräle Guan Yu und Zhang Fei.

## Leben
Der Gründer der Shǔ Hàn-Dynastie Liú Bèi behauptete von sich, ein Verwandter des Han-Kaiserhauses zu sein. Es bleibt jedoch zweifelhaft, ob dies den Tatsachen entsprach, da Liú Bèis Familie in der späten Han-Zeit nur in einfachen Verhältnissen lebte. Gesichert ist, dass sein Großvater Liu Xong ein Landmagistrat war und sein Vater Liu Hong einen Posten in der Lokalverwaltung bekleidete. Nach dem Tod des Vaters versorgte die Mutter die Familie durch den Verkauf von Strohsandalen. Liú Bèi wurde zur weiteren Ausbildung zum Akademiker Lu Zhi geschickt, wo er die Bekanntschaft mit Gongsun Zan machte und sich mit ihm anfreundete. 
Liú Bèi hat sich relativ früh für eine militärische Laufbahn entschieden. Er lernte Guan Yu und Zhang Fei kennen, die ihm ihre Loyalität schworen. Überhaupt scheint Liú Bèi recht charismatisch gewirkt zu haben, da zudem zwei reiche Kaufleute ihm Gold schenkten, womit er Truppen aushob. Liú Bèi tat sich 184 durch seine Teilnahme im Kampf gegen den Aufstand der Gelben Turbane hervor und erlangte Anerkennung. 187 kämpfte er gegen die Rebellen Zhang Chun und Zhang Ju und bald darauf gegen andere Rebellen, wobei er sich auszeichnete und entsprechend mit neuen Posten beauftragt wurde. 191 unterstützte er Gongsun Zan und errang einen Sieg gegen Yuan Shao. Dieser war einer der zahlreichen Warlords, die den Niedergang der Han-Dynastie für sich ausnutzen wollten und eigene Herrschaftsbildungen betrieben. Die staatlichen Strukturen brachen immer mehr zusammen und Militärkommandeure leisteten lokalen Machthabern Gefolgschaft oder agierten auf eigene Rechnung.
Liú Bèi schloss sich 192 dem Gouverneur Tao Qian an, der ihn mit Truppen versorgte, doch starb dieser bereits 194. Liú Bèi folgte ihm als Gouverneur der Provinz Xu nach, wobei er nicht im Auftrag des Kaiserhofs, sondern der einflussreichen Kräfte vor Ort agierte. 196 griff der Kriegsherr Yuan Shu (ein Verwandter des bereits erwähnten Yuan Shao) ihn an. Liú Bèi wurde in dieser Zeit von dem einflussreichen Kriegsherrn Cao Cao mit dem Titel eines Generals und einem Adelstitel ausgezeichnet, doch sah sich Liú Bèi aufgrund der Angriffe von Yuan Shu gezwungen, sich vorerst mit dem General Lü Bu zu verständigen und ihm den obersten Gouverneurstitel abzutreten. Lü Bu und Yuan Shu verständigten sich jedoch ebenfalls, so dass sich Liú Bèi wieder feindlichen Angriffen ausgesetzt sah. Lü Bu spielte in diesem Zusammenhang ein doppeltes Spiel, da er verhindern wollte, dass einer seiner Rivalen zu viel Macht gewann. In seinem Auftrag griffen im Jahr 198 die Generale Gao Shun und Zhang Liao nun Liú Bèi an, setzten seine Familie fest und zwangen ihn zur Flucht nach Norden, wo Cao Cao immer mächtiger wurde. Liú Bèi und Cao Cao gingen gemeinsam gegen Lü Bu vor und schlugen ihn vernichtend; er wurde anschließend hingerichtet.
Liú Bèi wurde mit Titeln belohnt, scheint aber durchaus gegen Cao Cao konspiriert zu haben. In der Zwischenzeit war sein alter Feind Yuan Shu stark geschwächt. Liú Bèi konnte ihn 199 endgültig vernichten und erhob sich nun offen gegen Cao Cao. Als Residenz bezog er die Stadt Pei in der Provinz Xu. Anfang des Jahres 200 griff jedoch überraschend Cao Cao an, so dass sich Liú Bèi gezwungen sah, in die Provinz Qing zu flüchten, wobei seine Frau und Kinder wieder in feindliche Hände fielen. Liú Bèi verbündete sich nun mit Yuan Shao, der aber 201 von Cao Cao geschlagen wurde. Wieder musste er flüchten, diesmal zu dem Gouverneur der Provinz Jing, Liu Biao. Dort weilte er sieben Jahre.
Im Herbst 208 marschierte Cao Cao nach Süden. Zu diesem Zeitpunkt war Liu Biao bereits verstorben und Liú Bèi sah sich gezwungen, weiter zu fliehen, da seine Machtbasis in Jing nicht ausreichend war. Er sammelte die Reste seiner Truppen, die aber unzureichend waren, um Cao Cao zu stoppen. Unterstützt von seinem Ratgeber Zhuge Liang konnte er nun jedoch eine Allianz mit Sun Quan (181–252) aufbauen und die Expansion von Cao Cao in der berühmten Schlacht von Chibi stoppen. Seine Rolle bei den Kämpfen war aber eher marginal.
Cao Cao war immer noch ein bedrohlicher Machtfaktor, der in den folgenden Jahren auch weiter einige Erfolge verbuchen konnte. Von 212 bis 214 operierte Liú Bèi (nicht zuletzt dank fähiger Generale) dennoch recht erfolgreich gegen Cao Cao, was wiederum Sun Quan misstrauisch machte. 215 forderte Sun Quan die Rückgabe besetzter Gebiete (wie die Provinz Jing) und es kam zur Auseinandersetzung zwischen beiden Kriegsherren, die jedoch gleichzeitig weiterhin im Konflikt mit Cao Cao lagen. 217 griff Liú Bèi das von Cao Cao gehaltene Hanzhong an und errang 219 einen großen Sieg gegen einen General Cao Caos. Noch im selben Jahr proklamierte er sich selbst zum König von Hanzhong. Cao Cao war gestoppt, doch im Winter 219 gewann Sun Quan die Provinz Jing zurück. Als im Jahr 220 Cao Cao starb und sein Sohn Cao Pi im Dezember desselben Jahres den letzten Han-Kaiser Han Xiandi absetzte und sich selbst zum Kaiser ausrief, zog Liú Bèi umgehend nach und proklamierte sich 221 ebenfalls zum Kaiser.
Dies war im Grunde aber nur die Anerkennung der faktischen politischen Lage, da bei den Machtkämpfen der vergangenen Jahre der Kaiser als Oberhaupt und die staatliche Einheit eine Illusion gewesen war. Liú Bèi verhielt sich in diesem Zusammenhang nicht besser oder schlechter als die anderen in dieser Zeit agierenden Warlords, wenngleich er in der chinesischen Überlieferung romantisiert dargestellt wird.
Er nannte seinen Staat Han. Da sich in der chinesischen Geschichte diverse Dynastien Hàn nannten, wird dieser Staat heute allgemein als Shu Han (蜀漢) bezeichnet (nach dem Ort des Staates, 蜀,  Shǔ ist ein anderer Name für Sìchuān, nach dem gleichnamigen Staat Shu der Zhou-Dynastie). Im Süden proklamierte sich Sun Quan zum König von Wú. Gegen diesen ging Liú Bèi in seinen letzten Jahren noch einmal vor, um die verlorenen Provinzen Húnán und Húběi zurückzuerobern. Der 221 begonnene Feldzug endete katastrophal, als das Heer 222 zurückgeschlagen wurde. Liú Bèi starb im Jahre 223 auf dem Weg in seine Hauptstadt, woraufhin sein Sohn Liú Shán Kaiser wurde. Zhuge Liang war von Liú Bèi beauftragt worden, seinen Sohn in allen Angelegenheiten zu unterstützen.